# Сесил Демил
Сесил Демил (на английски: Cecil DeMille) е американски филмов режисьор, продуцент и актьор. 

## Биография
Сесил Блаунт Демил е роден на 12 август 1881 г. в пансион на главната улица в Ашфийлд, Масачузетс, където родителите му са били на ваканция през лятото.   На 1 септември 1881 г. семейството се завръща с новородения Демил в апартамента си в Ню Йорк.  Той е кръстен на бабите си Сесилия Волф и Маргарет Блаунт.  Той е второто от трите деца на Хенри Чърчил де Мил (4 септември 1853 г. – 10 февруари 1893 г.) и съпругата му Матилда Беатрис де Мил (родена Самуел; 30 януари 1853 г. – 8 октомври 1923 г.), известна като Беатрис.  Брат му, Уилям С. Демил е роден на 25 юли 1878 г.  Хенри де Мил, чиито предци са от английски и холандско-белгийски произход, е роден в Северна Каролина драматург, актьор и четец в Епископската църква.  Бащата на Демил е бил учител по английски език в Колумбийския колеж (сега Колумбийския университет).  Той работи като драматург, администратор и член на факултета през ранните години на Американската академия за драматични изкуства, създадена в Ню Йорк през 1884 г.  Хенри де Мил често си сътрудничи с Дейвид Беласко в писането на пиеси.  Майката на Сесил Демил, Беатрис е литературен агент и сценарист, тя е дъщеря на германски евреи.  Тя е емигрирала от Англия с родителите си през 1871 г., когато е била на 18 години. Новопристигналото семейство се установява в Бруклин, Ню Йорк, където поддържат домакинство от средната класа, говорещо английски език. 
На 8 януари 1893 г., на 40-годишна възраст, Хенри де Мил умира внезапно от коремен тиф, оставяйки Беатрис с три деца. На смъртния одър Хенри Демил казва на жена си, че не иска синовете му да стават драматурзи. Майката на Демил го изпраща във военния колеж на Пенсилвания в Честър, Пенсилвания, на 15-годишна възраст.  Той избяга от училището, за да се присъедини към Испано-американската война, но не успя да изпълни изискването за възраст.  Във военния колеж, въпреки че оценките му са били средни, той се отличава с лично поведение. Сесил посещава Американската академия за драматични изкуства (безплатно обучение поради службата на баща му в Академията). Завършва през 1900 г., а за дипломирането си представя пиесата „The Arcady Trail“. В публиката е Чарлз Фроман, който ще избере Сесил за участия в пиесата си „Hearts are Trumps“, това е дебютът на Демил на Бродуей.

### Кариера
Между 1914 г. и 1958 г. Сесил Демил прави 70 игрални филма, както неми, така и звукови. Той е признат за основател на американското кино и най-комерсиално успешния продуцент-режисьор в историята на киното. Филмите му се отличават с епичния си мащаб и с кинематографичното му майсторство. Немите му филми включват социални драми, комедии, уестърни, фарсове, морални пиеси и исторически представления.
Започва кариерата си като сценичен актьор през 1900 г. По-късно се премества да пише и режисира сценични продукции, някои с Джеси Ласки, който тогава е продуцент на водевили. Първият филм на Демил „The Squaw Man“ (1914), е и първият пълнометражен игрален филм заснет в Холивуд. Неговата междурасова любовна история го прави комерсиално успешен и за първи път рекламира Холивуд като дом на американската филмова индустрия. Продължителният успех на продукциите му води до основаването на Парамаунт Пикчърс с Ласки и Адолф Цукор. Неговият първи библейски епос „Десетте заповеди“ (1923), има както критичен, така и търговски успех, той държи рекорда по приходи на Парамаунт в продължение на двадесет и пет години.
Сесил Демил режисира „Царят на царете“ (1927), биография на Исус, която печели одобрение за своята чувствителност и достига до повече от 800 милиона зрители. Твърди се, че „Знакът на кръста“ (1932) е първият звуков филм, който интегрира всички аспекти на кинематографичната техника. „Клеопатра“ (1934) е първият му филм, номиниран за Оскар за най-добър филм. След повече от тридесет години във филмовата продукция, Демил достига върха в кариерата си със „Самсон и Далила“ (1949), библейски епос, който става най-касовият филм за 1950 г. Наред с библейски и исторически разкази, той също режисира филми, ориентирани към „неонатурализъм“, като се опитва да изобрази законите на човека, борещ се със силите на природата.
Той получава първата си номинация за Оскар за най-добър режисьор за своята циркова драма „Най-великото шоу на света“ (1952), който печели както Оскар за най-добър филм, така и Златен глобус за най-добър филм – драма. Неговият последен и най-известен филм „Десетте Божи заповеди“ (1956), също е номиниран за Оскар за най-добър филм, до момента е осмият най-касов филм на всички времена, коригиран с инфлацията. В допълнение към наградите си за най-добър филм, Демил получава почетна награда на Академията за филмовия си принос, Златна палма (посмъртно) за „Юниън Пасифик“ (1939), награда на DGA за цялостно творчество и мемориална награда на Ървинг Г. Талбърг. Той е първият носител на наградата Златен глобус на името на Сесил Демил, която е кръстена в негова чест. Репутацията на Демил като режисьор нарасна с течение на времето и работата му повлиява много други филми и режисьори.

### Смърт
Сесил Демил претърпява поредица от сърдечни пристъпи от юни 1958 г. до януари 1959 г.  и умира на 21 януари 1959 г. след атака. Погребението на Демил се състои на 23 януари в епископалната църква „Свети Стефан“. Той е погребан в Холивудското мемориално гробище (сега известно като Холивуд завинаги).  След смъртта му забележителни новинарски издания като Ню Йорк Таймс, Лос Анджелис Таймс и Гардиън почитат Демил като „пионер на филмите“, „най-великият творец и шоумен в нашата индустрия“ и „основателят на Холивуд“. 
Сесил Демил оставя своето многомилионно имение в Лос Фелиз, Лос Анджелис в Лафлин Парк, на дъщеря си Сесилия, защото съпругата му има деменция и не може да се грижи за имението. Тя ще почине една година по-късно.  Личното му завещание поставя граница между Сесилия и трите му осиновени деца, като Сесилия получава по-голямата част от наследството и имуществото на Демил. Другите три деца са изненадани от това, тъй като Демил не се е отнасял към децата си по различен начин в живота. 

## Избрана филмография
| Година | Филм                      | Оригинално заглавие        |
| ------ | ------------------------- | -------------------------- |
| 1934   | Клеопатра                 | Cleopatra                  |
| 1936   | Бъфало Бил                | The Plainsman              |
| 1939   | Юниън Пасифик             | Union Pacific              |
| 1942   | Яхни буйния вятър         | Reap the Wild Wind         |
| 1949   | Самсон и Далила           | Samson and Delilah         |
| 1952   | Най-великото шоу на света | The Greatest Show on Earth |
| 1956   | Десетте Божи заповеди     | The Ten Commandments       |